# Громадянська війна в Судані (з 2023)
Громадянська війна в Судані — бойові зіткнення, що почалися 15 квітня 2023 року у столиці Хартумі та інших містах країни між Збройними силами Судану і воєнізованою організацією «Сили швидкого реагування (СШР)» (англ. RSF).
Розбіжності між різними силовими структурами Судану протягом кількох місяців переросли у збройне протистояння на вулицях Хартума та інших міст Судану. 15 квітня 2023 року місцеві сили швидкого реагування атакували штаби армії, резиденцію головнокомандувача і стратегічні об'єкти в столиці.

## Передумови
В 2019 році Сили швидкого реагування об'єдналися з армією Судану для повалення президента Омара Хасана аль-Башира, його усунули від влади та заарештували. Обидві організації здійснили ще один переворот у жовтні 2021 року. Військовослужбовці відкрили вогонь по протестувальниках, які були проти перевороту. Загинули щонайменше 120 людей.
Армія підпорядковується військовому уряду (Суверенній раді) на чолі з генералом Абдель Фаттахом аль-Бурханом, а «Сили швидкої підтримки» — віцепрезиденту, генералу Мохамеду Хамдану Дагало.
З того періоду відносини між армією Судану та СШР погіршилися, попри переговори про інтеграцію Сил швидкого реагування до Збройних сил держави, ситуація завадила підписати угоду про дворічний перехід до вільних виборів під керівництвом цивільних чиновників.
У межах плану розрахованому до 2026 року останні мали увійти до складу збройних сил, але уряд на чолі з генералом Абдель Фаттахом аль-Бурханом та віцепрезидент генерал Мохамед Хамдан Дагало не змогли домовитись щодо строків та порядку переходу сил.
Бойові зіткнення розпочалися після того, як Сили швидкого реагування не погодилися на запропонований перехід до цивільного правління у країні, який передбачає інтеграцію СШР до національної армії Судану. Керівництво спецзагону наполягало на тому, щоб процедуру відклали на десять років, а регулярні війська вимагали проведення процесу протягом двох років.

## Хронологія подій (2023)

### Квітень

#### 15 квітня
Близько 09:30 ранку за місцевим часом спалахнули бої між силами швидкого реагування та армійськими підрозділами. Сутички почалися в столиці Хартумі й ще кількох містах. Звуки перестрілки було чутно в столичних районах Еркевіт і Спортивне містечко, а також біля аеропорту, в околицях Генштабу суданської армії та біля резиденції «лідера Суверенної ради» генерала Абдель Фаттаха аль-Бурхана.
Сили швидкого реагування заявили про контроль над аеропортом в Ель-Фашері, військовими базами у Мерове та Джебель-Аулії. За їхніми словами, на базі в Мерова у полон здалися бійці підрозділу Збройних сил Єгипту, на якій знаходились єгипетські МіГ-29М2 разом із пілотами.
У міжнародному аеропорті Хартума було пошкоджено літак Boeing 737—800 української компанії SkyUp з українським екіпажем. Також було пошкоджено Airbus A330-300 саудівської авіакомпанії Saudia, знищено літак ООН. Компанія SkyUp повідомила, що 36 співробітників, які перебувають у Судані, знаходяться у відносно безпечному місці, з ними є зв'язок.
У небі була помічена активність ударних вертольотів Мі-24, а у столицю була введена бронетехніка, зокрема танки Т-55.
Аеропорт Судану перестав приймати та відпускати літаки, у різних районах столиці йдуть перестрілки.
У столиці, в якій йдуть бої на вулицях активно працювала авіація Збройних сил Судану. Зокрема було помічено використання МіГ-29.
Ввечері Збройні сили Судану завдали авіаудар по базі Сил швидкого реагування поблизу столиці, міста Хартум. Протягом першого дня протистоянь було повідомлено про щонайменше 25 загиблих.

#### 16 квітня
Телекомунікаційний провайдер MTN закрив інтернет-послуги по всій країні після того, як йому був наданий наказ суданського телекомунікаційного регулятора.
Рано вранці у неділю очевидці почули звуки роботи артилерії, яка завдавала ударів по Хартуму, містах Омдурману та прилеглому регіону Бахрі.
Про стрілянину також повідомили у місті Порт-Судан на Червоному морі, де раніше не повідомлялося про бої.
Збройні сили Судану відбили базу Мерова.

#### 20 квітня
Станом на цей день, кількість жертв сягнула 270, щонайменше 2600 було поранено.

#### 21 квітня
413 людей загинули й 3551 — зазнали поранення під час бойових дій, повідомила Всесвітня організація охорони здоров'я. Дані навела речниця ВООЗ Марґарет Гарріс журналістам на брифінгу в Женеві.

#### 22 квітня
Збройні сили Судану заявили про успішне придушення спроби державного перевороту, проте воєнні дії продовжилися.

#### 23 квітня
Згідно з повідомленням агентства Al Araby, колишній президент Судану Омар Хассан Ахмад аль-Башир, разом з великою кількістю ув'язнених, утік з в'язниці Копер у Хартумі. Це сталося в ході зіткнення Збройних сил Судану та Сил швидкого реагування (RSF) неподалік від в'язниці.

#### 24 квітня
За повідомлення агентства Al Araby, Сили швидкого реагування (RSF) застрелили помічника військового аташе Єгипту в Судані.

#### 25 квітня
За даними ООН, протягом 10 днів загинуло щонайменше 427 людей, 3700 отримали поранення. Опівночі на 25 квітня 2023 року в Судані почав діяти режим припинення вогню, покликаний сприяти гуманітарним зусиллям, і евакуації угода про припинення вогню між Збройними силами Судану та Силами швидкого реагування (RSF). Про 72-годинне припинення вогню оголосив державний секретар США Ентоні Блінкен.
У Хартумі було захоплено лабораторію зі збудниками кору і холери.

#### 26 квітня
Незважаючи на домовленості про тимчасове припинення вогню, бойові дії знову відновилися.

#### 27 квітня
Армія Судану та Сили швидкого реагування (RSF) погодилися продовжити чинне перемир'я ще на 72 години одразу по завершенню поточної домовленості, яка завершується опівночі четверга, — повідомила телекомпанія Al Jazeera. Як було повідомлено, оголошене раніше перемир'я, не припинило бойових дій між двома сторонами, однак створило певне затишшя для того, щоб десятки тисяч суданців втекли в безпечніші райони, а іноземні країни — евакуювали сотні своїх громадян.

#### 28 квітня
Турецький транспортний військовий літак С-130, що евакуював турецьких громадян із авіабази Ваді Сеїдна, потрапив під обстріл.

#### 29 квітня
КНР евакуювала з Судану майже 700 людей, використавши два кораблі Військово-морських сил в порту Джидда.

#### 30 квітня
Армія Судану заборонила майже сотні британців вилетіти з країни останнім евакуаційним рейсом, станом на цей день, із країни було евакуйовано понад 2000 британців.

### Травень
Станом на початок травня Японія евакуювала всіх своїх громадян із Судану.

### Червень
11 червня, згідно повідомлення агентства Reuters, в Судані відновились бої між армією та воєнізованими Силами швидкої підтримки. Вони стали одними з найжорстокіших за останні тижні в наземних боях в густонаселеному районі Хадж Юсеф у Барі, одному з трьох сусідніх міст, разом із Хартумом і Омдурманом. Зіткнення та артилерійський вогонь поновилися на півночі Омдурмана. Повідомляється, що сутички виникли в південному та центральному Хартумі, а також у Шамбат уздовж Нілу в Бахрі до стратегічного мосту Халфія, який перетинає Омдурман.
17 червня 2023 року, в результаті авіаційного удару по столиці Судану — Хартуму загинуло 17 людей, зокрема 5 дітей. Згідно повідомлення ВВС з посиланням на офіційних осіб, в густонаселеному районі Ярмука було зруйновано 25 будинків. Це сталося через день після того, як високопоставлений генерал армії пригрозив посилити атаки проти воєнізованих Сил швидкого реагування (СШР).
З 18 червня було оголошено 72-годинне припинення вогню, яке було введено в дію.
27 червня Сили Швидкого реагування (RSF) оголосили про одностороннє дводенне припинення вогню на час свята Курбан-Байрам.
Хартум став свідком танкових боїв, що призвели до жертв і поранень. Сили швидкого реагування взяли під свій контроль Національний музей Судану. Ярмукський завод боєприпасів та штаб-квартиру Центральних резервних сил поліції в Хартумі, що ще більше посилює нестабільність. Бої також тривали в різних регіонах, включаючи Кутум, Тавілу і Генейну, де загинули сотні людей і відбулися значні руйнування Гостра нестача продовольства торкнулася значної частини населення Судану.
Озброєні ополченці були звинувачені у проведенні страт без суду і слідства що загострило гуманітарну кризу. Губернатор Західного Дарфуру Хаміс Абакар був викрадений і убитий озброєними людьми через кілька годин після того, як в телевізійному інтерв'ю звинуватив RSF в геноциді і закликав до міжнародного втручання. Фракція бойовиків Народно-визвольного руху Судану-Північ (SPLM-N) на чолі з Абделазізом аль-Хілу порушила довготривалу угоду про припинення вогню і напала на підрозділи Суданських збройних сил в Кадуглі, Курмуку, ад-Даланджі, причому в останньому випадку — спільно з RSF. Збройні сили Судану стверджують, що відбили ці напади.
Припинення вогню було оголошено, але часто порушувалося, що призводило до подальших зіткнень. Збройні сили Судану та RSF взаємно звинувачували один одного в інцидентах, в той час як суданський уряд вживав заходів проти міжнародних посланців Посольство Саудівської Аравії в Хартумі зазнало нападу, а евакуація з дитячого будинку проходила в умовах хаосу. Сполучені Штати ввели санкції проти фірм, пов'язаних з Суданськими збройними силами і Силами швидкого реагування, а також візові обмеження для осіб, які залучені до конфлікту. На тлі безладів Судан зіткнувся з дипломатичним напруженням у відносинах з Єгиптом, що призвело до проблем для суданських біженців, які намагалися в'їхати в країну. Міжнародний комітет Червоного Хреста сприяв визволенню персоналу, який утримувався RSF.
Незважаючи на короткі перемир'я на свято Курбан-байрам, у Хартумі тривають запеклі бої.

### Липень
Конфлікт продовжується з авіаударами, артилерійськими обстрілами і стріляниною зі стрілецької зброї в Хартумі та Омдурмані. RSF стверджував, що збив військовий літак Суданських збройних сил та безпілотний літальний апарат у районі Хартум-Бахрі. RSF звинувачували в мародерстві і захопленні будинків в Хартумі; в нальоті на лікарню Аль-Шухада і вбивстві її співробітника; і в продовженні етнічних чисток в Генейні. Підрозділ по боротьбі з насильством проти жінок заявив, що ним було зафіксовано 88 випадків сексуального насильства в Генейні, Хартумі та Ньялі.
8 липня 2023 року, згідно повідомлення інформаційного агентства Associated Press, в наслідку авіаудару по житловому району суданського міста Омдурман, що знаходиться поряд зі столицею країни містом Хартумом, загинуло щонайменше 22 людини.

### Серпень
RSF заявило, що взяло під повний контроль увесь штат Центральний Дарфур.
Видання Al Arabiya з посиланням на своє військове джерело стверджувало, що технічна група зі східноєвропейської країни української національності нібито прибула на військову базу в Судані для технічного обслуговування авіаційної техніки.

### Вересень
Розслідувачі CNN припускають, що за серією ударів безпілотниками проти Сил швидкого реагування стоять українські спецслужби. В своїй публікації видання посилається на свої військові джерела в Україні та вказує на характерну тактику, що застосовується Силами оборони України у війні з Росією. Також було показано відео, де можна спостерігати дії, ймовірно, іноземних спеціалістів в невластивому для регіону спорядженні та з застосуванням ПНБ.
Представник ГУР МО Андрій Юсов відреагував на публікацію CNN про причетність української розвідки до подій в Судані. «Ми не можемо це ні підтвердити, ні спростувати», — сказав Юсов. При цьому він акцентував, що ГУР може лише констатувати, що Росія послаблює свій вплив скрізь по світу і втрачає все те, що завойовувалося нею і накопичувалося поколіннями ще з часів Радянського союзу. «Це зокрема стосується і Африки. Можна також нагадати слова генерала Буданова про те, що Україна буде знищувати російських воєнних злочинців у будь-якій точці світу, де би вони не знаходилися», — підсумував Юсов.

### Жовтень
Українське видання Бабель 6-го жовтня з посиланням на свої джерела в розвідувальних колах стверджує, що українські спецпризначенці проводили операції в Судані проти ПВК «Вагнер». Також в публікації було оприлюднено 3 відео з роботою українських військових.
12 жовтня телеграм-каналом Орестократія було опубліковане відео з, як заявляється, роботою ГУР в Судані проти Сил швидкого реагування (RSF).
За даними ООН, протягом 2023 року, в результаті етнічного насильства з боку воєнізованих Сил швидкого реагування (RSF) і союзних арабських бойовиків, в одному тільки місті регіону Західний Дарфур у Судані було вбито від 10 000 до 15 000 людей.

## Реакції

### Внутрішня
- Ексміністерка закордонних справ Судану Маріам аль-Махді заявила, що обом сторонам «має бути соромно»: «Ви пообіцяли повернути владу цивільним особам, і тепер, коли політична цивільна операція добігає кінця, вибухає ця безглузда війна. Це демонструє, як ці дві групи озброєних чоловіків нехтують суданським народом».
- Коаліція громадянських політичних груп, яка раніше підписала проєкт Угоди про створення нового цивільного уряду, закликала до негайного припинення бойових дій. «Це поворотний момент в історії нашої країни. Це війна, в якій ніхто не виграє, і яка назавжди знищить нашу країну», — йдеться в заяві.
- Суданський союз лікарів 15 квітня повідомив про велику кількість поранених — щонайменше 595 осіб, включаючи комбатантів[71].

### Міжнародна
- Посол Сполучених Штатів у Судані Джон Годфрі розповів, що ховався зі своєю командою в укритті: «Ескалація напруги всередині військового компонента до прямих боїв є надзвичайно небезпечною. Я терміново закликаю старше військове керівництво припинити бойові дії»[72].
- Єгипет закликав до негайного припинення вогню.
- ОАЕ закликали до негайного припинення вогню.
- Чад закрив кордон із Суданом[14].
- МЗС України рекомендувало громадянам України утриматися від поїздок до цієї країни, а тим, хто там перебуває — уникати відвідання районів біля аеропортів, військових баз та урядового кварталу, залишатися в місцях свого проживання[73]. У березні 2024 року The Wall Street Journal повідомило, що влітку 2023 року президент Судану звернувся до України за допомогою через підтримуючих повстанців ПВК «Вагнер» та колишніх поставок Україні з початку війни з Росією зброї суданською владою. Перша група українських солдатів в особі близько 100 військових, переважно з підрозділу українського Головного управління розвідки (ГУР) «Тимур», прибули до Судану в середині серпня. Там вони брали участь у боях із «вагнерівцями»[74].
- Голова МЗС Британії Джеймс Клеверлі закликав сторони припинити військові дії, бо вони нічого не вирішать[75].

### Організації
- Всесвітня продовольча програма ООН призупинила роботу в Судані через загибель трьох працівників ВПП. Про це повідомила у спеціальному пресрелізі виконавча директорка програми Сінді Маккейн. Маккейн повідомила, що «приголомшена горем через трагічну загибель трьох співробітників ВПП у Кабкабії, Північний Дарфур», які займалися «порятунком життів на передньому краї боротьби з глобальною голодною кризою». У тому ж інциденті було поранено ще двох співробітників ВПП[76].

## Санкції
Неодноразові порушення домовленостей про припинення вогню призвели до того, що 1 червня 2023 року США запровадили свої перші санкції, пов'язані з конфліктом, спрямовані проти двох фірм, пов'язаних з Суданськими збройними силами, і двох інших, пов'язаних з RSF. Вони також запровадили візові обмеження проти осіб, причетних до насильства, але не розголошували жодних імен.